# Champán (embarcación)

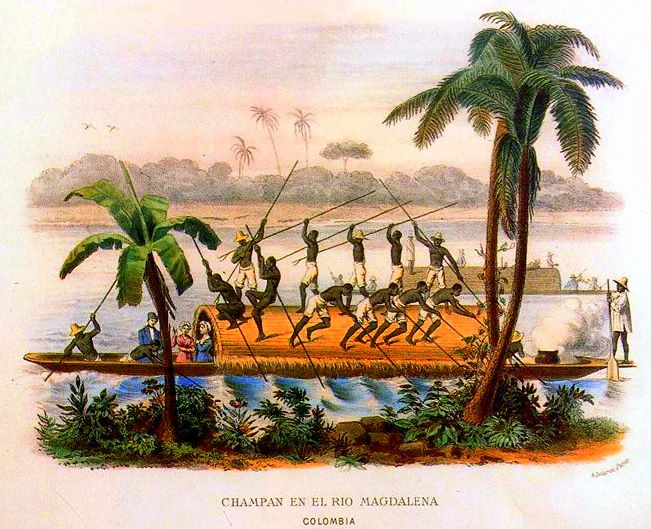
Antiguo champán en el río Magdalena, Colombia. Aguatinta c. 1860 por Ramón Torres Méndez.

El champán es un tipo de buque propio de China y de Japón construido en y utilizado para la pesca. También es utilizado en partes de América del Sur para navegación fluvial.
La palabra «champán» viene del dialecto hokkien para los barcos, 三 板 (sam pan), que significa literalmente «tres tablones».  
El champán es largo, de mucho arrufo, de tres palos con velas de estera fina al tercio. El palo de proa muy inclinado hacia esta parte, la vela mayor muy grande y la mesana chica. El buque se compone de seis u ocho cajones grandes unidos y bien calafateados de modo que aunque se deshaga aquel, la gente se salva en estos. Por lo regular navega en los ríos y cerca de las costas aunque con tiempos bonancibles solían antes llegar hasta Filipinas.